# Aster farreri
Aster farreri là một loài thực vật có hoa trong họ Cúc. Loài này được W.W.Sm. & Jeffrey mô tả khoa học đầu tiên năm 1916.